# Adolf Panitz

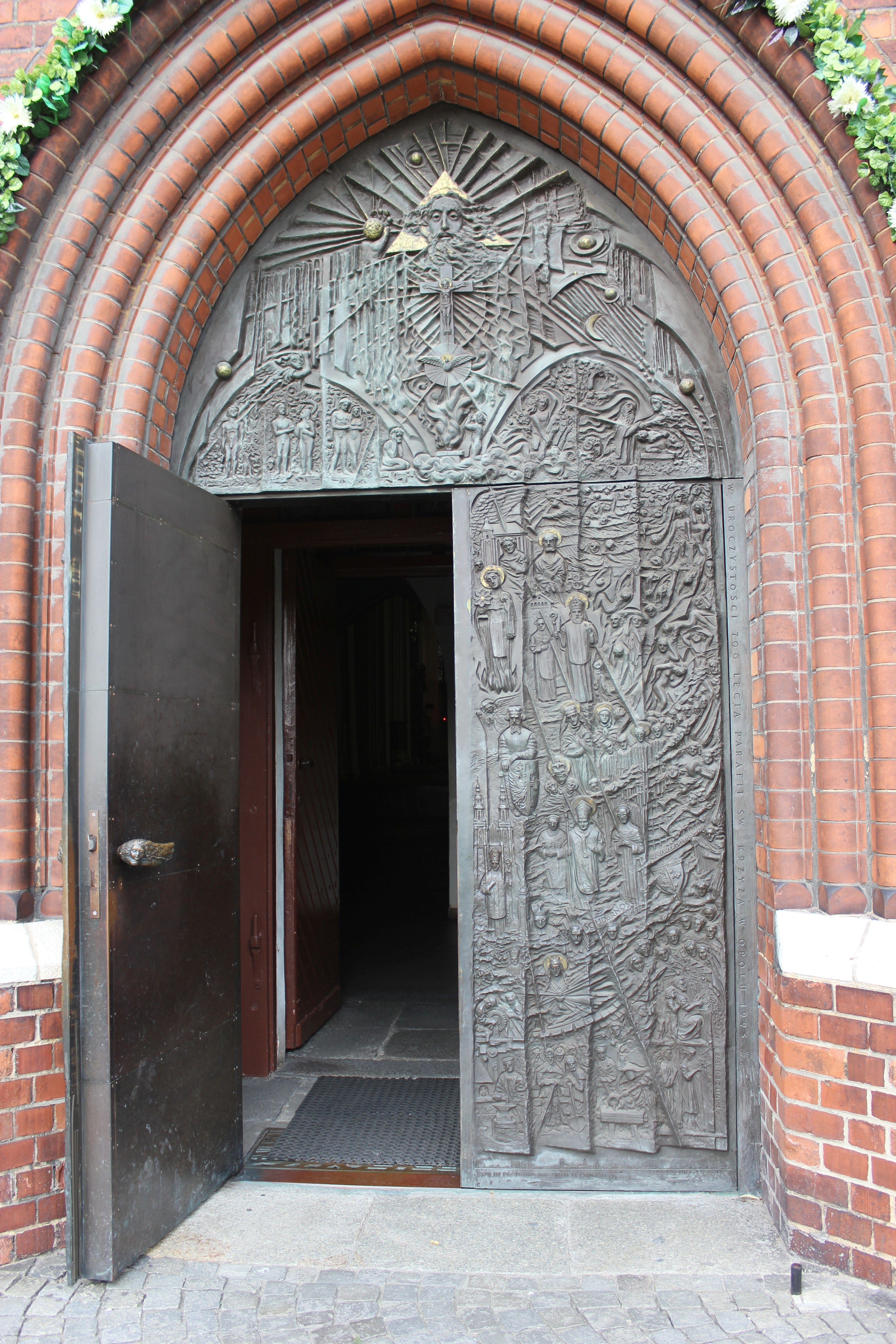
Brązowe drzwi głównego wejścia do katedry opolskiej. Zaprojektował je A. Panitz.

Adolf Panitz (ur. 8 września 1936 w Zabrzu, zm. 7 listopada 2010 w Opolu) – polski rzeźbiarz i grafik, związany z Górnym Śląskiem.
Ukończył liceum plastyczne w Bielsku-Białej, po czym od 1957 do 1963 studiował w krakowskiej Akademii Sztuk Pięknych, kończąc ją jako uczeń Jerzego Bandury. Do 1964 uczył na macierzystej uczelni, w tymże roku przeprowadził się do Opola, podejmując tam pracę nauczyciela w miejscowym liceum plastycznym, gdzie uczył do 1993, zaś w latach 1979 - 1982 kierował tą placówką. 
Specjalizował się w rzeźbiarstwie oraz grafice. Głównym dziełem Panitza są wykonane z brązu drzwi w zachodnim wejściu katedry opolskiej. 
Jego żoną była artystka Ruta Molin-Panitz, z którą miał syna Jakuba. 
W 2018 twórczości małżonków Panitz poświęcono wystawę czasową w Muzeum Śląska Opolskiego.  